# Metaxyllia
Metaxyllia é um gênero de traça pertencente à família Arctiidae.